# Fatima (dokumentarfilm)
Fatima er en dansk dokumentarfilm fra 1993 instrueret af Albert Hytteballe Pedersen efter eget manuskript.

## Handling
Fatima bor i det nordlige Portugal og elsker at læse og glemme verden. Og det kan der være god grund til, for som så mange andre børn i området er hun tvunget til at udføre børnearbejde. Med Fatimas skæbne som ramme, sætter filmen fokus på udnyttelsen af børn, der ofte udfører fysisk hårdt arbejde i hele 10-12 timer af døgnets rytme. Rammehistorien er i farver, mens den afsøgende dokumentation af misbruget, der indimellem afbrydes af arbejdsgiverne, og de mange interviews af børn er holdt i kontrastrige sort/hvide-optagelser. En lærer spår traurigt om Fatimas skæbne: Hun får børn, før hun er fyldt 18, og vil være udslidt som 20-årig.

## Medvirkende
- Lourdes da Silva